# Metyeor (műhold)
A Metyeor (oroszul: Метеор) szovjet meteorológiai műhold-család, tagjait az 1960-as évek közepétől indították.

## Története
A Metyeor rendszer kifejlesztése az 1960-as évek elején kezdődött. 1961-ben a dnyipropetrovszki OKB–586 tervezőirodát bízták meg a műholdas rendszer kifejlesztésével. 1962-ben került a projekt az NII-627 kutatóintézethez. A fejlesztés további résztvevői: VNII-380 GKRE – televíziós rendszer; OKB Geofizika – sugárzásmérés; NII-648 – rádió-technikai rendszer.
A felhőkön és felhőrendszereken, a hőmérséklet-változásokon, a viharok kialakulásán és figyelemmel kísérésén, a páratartalom mérésén, a sugárzási tartományok ellenőrzésén kívül megfigyelték a városok fényszennyezéseit, környezetváltozásait, tüzeket, homok- és porviharokat, hó- és jégtakarót, óceáni áramlatokat és más környezeti folyamatokat. Az összegyűjtött adatokat a kiértékelő központokba továbbítva felhasználják az időjárás-előrejelzéstől a meteorológiai alapkutatásokig. Az adatszolgáltatás ma már alapinformáció a repülés, hajózás, meteorológiai veszélyjelzés, orvosi munka, agrometeorológia számára.
Az első kísérleti műholdat 1964. augusztus 28-án indították Koszmosz–44 jelzéssel. Az utolsó kísérleti műhold az 1968. június 12-én indított Koszmosz–2Az e26 volt. Öt tesztegység és öt operatív műhold szakmai eredményeként indíthatták az első Metyeor–1 1 meteorológiai műholdat.

## Változatok

### Metyeor–1
Az első hivatalos, működőképes szovjet meteorológiai műholdcsalád. Első egysége 1969. március 26-án indult. Az űregységek tömege átlagosan 1200–1400 kilogramm. Pályamagasságuk 550–929 kilométer közé esett. Nappali energiaellátását biztosító napelemtáblái automatikusan Napra irányuló kivitelben készültek. Utolsó egysége, a Metyeor–1 31 1981. július 10-én került pályára.

### Metyeor–2
1975-ben indult a Metyeor–2 2, 1993-ban a Metyeor–2 21, ami 1998 októberében fejezte be aktív szolgálatát.

### Metyeor–3
Fejlesztési programja 1972-ben kezdődött, költségvetési okokból elhúzódott. 1984-1994 között 7 űregységet állítottak kissé magasabb pályára, mint a Metyeor–2-t. Képalkotó, átalakító és egyéb műszerei (spektrométer) korszerűsítésre kerültek.

### Metyeor–3M
A műholdcsalád elsődleges feladata a modernizált és kibővített meteorológiai tulajdonságok mérése. Telemetria rendszere a mért adatokat gyorsan lejátszotta vevőállomásaira.
Másodlagos feladata, hogy a műhold felületén körbe elhelyezett 28 centiméter átmérőjű, 24 sarokreflektorrral segítse a geodéziai méréseket, az optikai és radarkalibrációkat.

## Külső hivatkozások
- Metyeor–program. astronautix.com. (Hozzáférés: 2014. március 1.)